# Tarawera (fleuve)

Le fleuve Tarawera  (en anglais : Tarawera River) est un cours d’eau, qui siège dans la baie de l'Abondance dans l’Île du Nord de la Nouvelle-Zélande.

## Géographie
Il s’écoule à partir du  lac Tarawera, en direction du nord à travers le flanc nord du volcan actif formé par le mont Tarawera, et passe à travers la ville de Kawerau avant de  tourner vers le nord, atteignant la Bay of Plenty à 6 km  à l’ouest de la ville de Edgecumbe.
Les  chutes de Tarawera Falls situées sur le cours de la rivière sont considérées comme étant particulièrement spectaculaires.

## Aspects environnementaux
La société  ‘Tasman Pulp and Paper Mill’, nouvellement possession de la société Norske Skog, a déversé des déchets dans la rivière depuis les années 1955
. Les  résidents locaux ont érigé des pancartes qualifiant la rivière de "Black Drain" depuis les années 1990.
La couleur noire de l’eau est due à la présence de la pollution  provenant des fermes, des égouts et de l’eau de pluie mais de façon  prédominante de la pulpe de bois et des effluents de l’usine de papier. Dans les années 1997, la pulpe et les effluents des moulins à papier déchargés dans la rivière étaient de l’ordre de 160 millions de litres de boues industrielles dans la rivière par jour.
En 2006, le taux d’oxygène dans l’eau de la rivière avait atteint un seuil où les poissons pouvaient survivre, bien que la couleur de l’eau soit toujours sombre. Depuis 1998, la couleur et la  pénétration de la lumière (euphotic depth) ont été améliorées dans la partie inférieure de la rivière du fait d’une moindre pollution à partir du « Tasman Mill ».
En 2009, le moulin a obtenu la permission de continuer à  polluer la rivière pendant encore  25 ans 
En 2010, l’iwi local porta une plainte devant la ‘Haute Cour’ pour raccourcir la durée de 25 ans du permis de décharge selon le Resource Management Act mais l’appel fut rejeté .